# Franco De Vita
Franco Atilio De Vita De Vito (Caracas, 23 gennaio 1954) è un cantautore venezuelano.

## Carriera
Nato in Venezuela da immigrati italiani, ha studiato pianoforte a livello universitario quando nel 1982 formò il gruppo Icaro, che pubblicò un album omonimo nella sua terra natale. Due anni dopo esce il suo primo disco da solista Franco De Vita (1984). L'album ha prodotto due successi: No Hay Cielo e Un Buen Perdedor.
Alla ricerca di una più ampia esposizione internazionale, De Vita si trasferì all'etichetta CBS Records e pubblicò l'album Al Norte del Sur nel 1988. Nel 1990, De Vita pubblica l'album Extranjero, che conteneva la canzone No Basta, che rimase per quattro settimane al numero 1 delle classifiche latine degli Stati Uniti e vinse un MTV Video Music Award.

Nel 2004 è tornato alla ribalta con l'album Stop, che ha raggiunto la Top 10 in tutta l'America Latina e nelle classifiche latine degli Stati Uniti, stimolato dai successi Tú De Qué Vas e Si La Ves, quest'ultimo frutto di una collaborazione con il gruppo pop Sin Bandera. Nello stesso anno, ha girato le arene negli Stati Uniti in un tour di co-headliner con Ricardo Montaner, un collega cantautore argentino-venezuelano. Nello stesso anno ha scritto canzoni per Ricky Martin e Chayanne. 

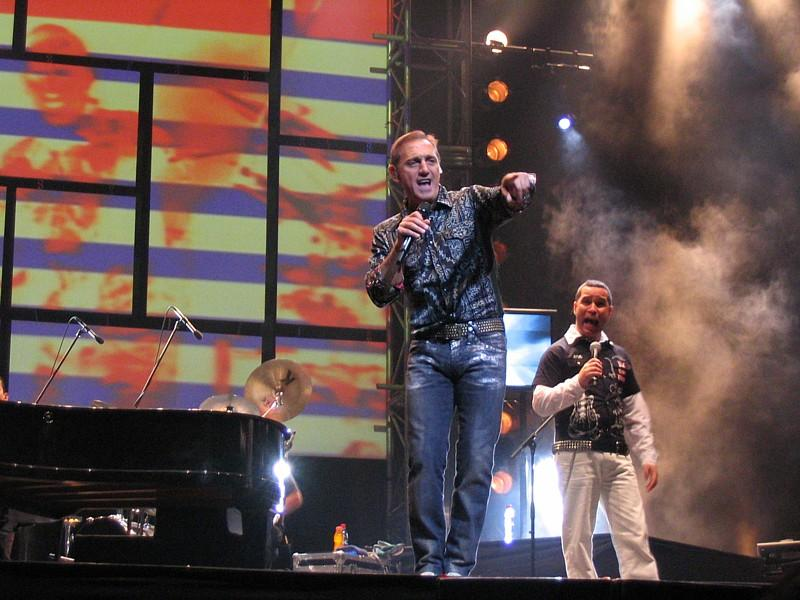
Franco De Vita nel 2007

Nel 2005 è stata pubblicata un'edizione ampliata di Stop, intitolata Stop + Algo Más, che includeva remix e registrazioni dal vivo, così come No Sé Lo Que Me Das, la prima registrazione di De Vita in inglese. L'anno successivo ha visto l'uscita di Mil y Una Historias En Vivo, un album live di due dischi che conteneva anche quattro tracce in studio, comprese le collaborazioni con Alejandro Fernández e Diego El Cigala. Nel 2007, De Vita ha collaborato a un singolo con il duo reggaeton Wisin & Yandel chiamato Oye Donde Esta El Amor. Ha anche pubblicato una versione aggiornata della sua canzone Un Buen Perdedor che ha raggiunto la posizione n. 2 nella classifica Billboard Hot Latin Songs.
Nel 2014, Franco De Vita è stato inserito nella Billboard Latin Music Hall of Fame.
Ha partecipato anche nella telenovele: Los únicos e come guest star in Betty la fea.

## Vita privata
De Vita vive a Madrid dagli anni '90. Oltre allo spagnolo e all'italiano, parla anche inglese.

## Discografia
- Franco De Vita (1984)
- Fantasia (1986)
- Al Norte Del Sur (1988)
- Extranjero (1990)
- En Vivo Marzo 16 (1992)
- Voces a Mi Alrededor (1993)
- Fuera de Este Mundo (1996)
- Nada Es Igual (1999)
- Segundas partes también son buenas (2002)
- Stop (2004)
- Stop + Algo Más (2005)
- Mil y Una Historias En Vivo (2006)
- Semplicemente La Verdad (2008)
- En Primera Fila (2011)
- Vuelve en Primera Fila (2013)
- Libre (2016)